# جمعية يوركشاير للجيولوجيا
جمعية يوركشاير للجيولوجيا هي جمعية علمية ومهنية وتعليمية متخصصة في علوم الأرض، تأسست الجمعية عام 1837. تتركز أعمال الجمعية على جيولوجيا يوركشاير، وشمالي إنجلترا بوجه عام، ويمتد نطاق أعمالها ما بين نورثمبريا وكمبريا في الشمال إلى نوتنغهامشير وليسترشير في الجنوب. وتضم الجمعية ما يزيد عن 650 عضوًا، يسكن أغلبهم تلك المنطقة، ولكن هناك نسبة كبيرة من الأعضاء من مواطني المملكة المتحدة وأعضاء من مختلف أنحاء العالم. كما ترتبط تلك الجمعية بعلاقات عمل مع ما يقرب من 20 جمعية مناظرة وغيرها من الجمعيات والمنظمات الجيولوجية المحلية التابعة وجمعيات الحفاظ على البيئة، ومع العديد من الجامعات في المنطقة، وكذلك مع هيئة المساحة الجيولوجية البريطانية، لا سيما المقار الرئيسية لتلك الجمعية في كيورث في نوتنغهامشير. وتدير الجمعية برنامجًا واسع النطاق لعقد اجتماعات داخلية واجتماعات ميدانية للأعضاء، كما تعقد محاضرات عامة ومؤتمرات في مواقع مختلفة في مختلف أنحاء تلك المنطقة، وتقوم بالتنسيق مع الجمعيات المناظرة ودعمها في «شهر الجيولوجيا في يوركشاير» والذي يعقد في شهر مايو من كل عام. كما تصدر الجمعية بعض المنشورات عن علوم الأرض، ومن أبرزها الجريدة نصف الثانوية Proceedings (بروسيدينج)، التي تنشر باستمرار منذ عام 1839، وجريدة Circular (سيركيولار) التي تنشر سبع مرات سنويًا. كما تنشر الجمعية من وقت لآخر أدلة في المجال وتقارير المؤتمرات والكتب.

## معلومات تاريخية
إن هذه الجمعية هي رابع أقدم جمعية جيولوجية في المملكة المتحدة، عقب الجمعية الجيولوجية بلندن (1807), والجمعية الجيولوجية الملكية بكورنووال (1813) والجمعية الجيولوجية بأدنبرة (1834). ونظرًا لأن الجمعية تعكس مصالح العديد من مالكي الفحم والمهندسين الذين هم الأعضاء الأصليون في الجمعية وفي جريدتها Proceedings التي نشرت لأول مرة عام 1839، كانت الجمعية تغطي أساسًا مجال التعدين والهندسة العامة والتقنية، ثم ضمت إليها بعد ذلك أيضًا علم الآثار. بيد أنه منذ الأيام الأولى للجمعية لم تقتصر العضوية على منطقة ويست رايدنج فقط، وسرعان ما حازت الجمعية على دعم فعال من الرموز الوطنية البارزة في مجال الجيولوجيا في ذلك الوقت بصفتهم أعضاء شرف. ومع إنشاء جمعية يوركشاير للآثار والطبوغرافية عام 1863, تنازلت الجمعية تدريجيًا عن أنشطتها الأثرية وعن النشر إلى الجمعية الجديدة، وفي عام 1903 تبنت الجمعية الاسم الجديد «جمعية يوركشاير الجيولوجية» لكل من الجمعية وجريدة Proceedings.
منذ القرن التاسع عشر الماضي وحتى الآن، قامت الجمعية بتنمية علاقات وثيقة مع أقسام علوم الأرض الناشئة في كليات الجامعة وجامعات يوركشاير والمقاطعات القريبة ومع هيئة المساحة الجيولوجية، وبصورة خاصة مع مكاتبها السابقة في ليدز ونيوكاسل، ولا زالت تلك العلاقات الوثيقة قائمة اليوم مع المقار الرئيسية هيئة المساحة الجيولوجية البريطانية في كيورث، بنوتنغهامشير. كما قامت الجمعية بتوطيد علاقاتها مع العديد من «الجمعيات المناظرة» والمجموعات في المنطقة - وبصورة أساسية الجمعيات الجيولوجية المحلية التي تغطي معظم أنحاء شمالي إنجلترا وأجزاء من وسط إنجلترا، من كمبريا ونورثمبرلاند في الشمال حتى ليسترشير في الجنوب. وتقع المكتبة الجيولوجية القديمة المملوكة للجمعية والتي أنشئت منذ 170 عامًا في مكتبة جامعة ليدز.

## العضوية
لقد انضم إلى الجمعية ما يقرب من 600 عضو عادي وعضو تابع وعضو طالب وعضو مدى الحياة. ولا يلزم الحصول على مؤهلات معينة للحصول على العضوية، فالأعضاء حاصلون على مؤهلات عديدة مختلفة ولهم اهتمامات لا حصر لها، ومن بينهم أكاديميون في علوم الأرض ومحترفون وباحثون وطلاب ومحاضرون ومدرسون وأعضاء من الجمعيات الجيولوجية المحلية ومن يهتمون اهتمامًا عامًا بالجيولوجيا والبيئة. وفي الاجتماع السنوي العام للأعضاء، يتم انتخاب المسؤولين والمجلس الذي يعمل أيضًا بصفته «مجلس أمناء الجمعية» باعتبارها جمعية خيرية مسجلة، والذي يعمل على إدارة الجمعية بين الاجتماعات السنوية العامة.

## الإصدارات
تنشر الجريدة نصف السنوية بروسيدنجز الخاصة بجمعية يوركشاير الجيولوجية، التي تصدر باستمرار منذ عام 1839، الأبحاث الأصلية وورقات المراجعة في علوم الأرض، والتي تهتم غالبًا، أو تقريبًا بصورة حصرية، بجيولوجيا شمال إنجلترا. ومنذ عام 2011 تم توفير نسخة رقمية من إصدارات مجلة بروسيدنجز منذ عام 1839 وحتى اليوم من خلال الجمعية الجيولوجية بلندن عبر الإنترنت عبر موقع Lyell Collection. وتصدر جريدة Circular (سيركيولار) التوضيحية سبع مرات سنويًا وتقدم معلومات مفصلة وكاملة عن برنامج لقاءات الجمعية والمحاضرات العامة والرحلات الميدانية، بالإضافة إلى برنامج «شهر الجيولوجيا بيوركشاير» السنوي الذي يعقد في شهر مايو من كل عام بالتعاون مع الجمعيات المناظرة وغيرها من المجموعات المحلية. وتقوم الجمعية أيضًا بإصدار منشورات خاصة استثنائية وتقارير للمؤتمرات والأدلة الميدانية الصخور والمناظر الطبيعية في يوركشاير والصخور والمناظر الطبيعية في نورثمبريا.